# Kateřina Kotrlová
Kateřina Kotrlová (1994) è un'ex sciatrice alpina ceca.

## Biografia
Attiva in gare FIS dal dicembre del 2009, la Kotrlová non ha esordito in Coppa Europa o in Coppa del Mondo né preso parte a rassegne olimpiche o iridate. Nel dicembre del 2014 ha disputato due gare di Nor-Am Cup, gli slalom speciali del 17 e 18 dicembre a Vail, non completando il primo e classificandosi 17ª nel secondo. Si è ritirata all'inizio della stagione 2017-2018 e la sua ultima gara in carriera è stata uno slalom speciale FIS disputato il 18 novembre a Kåbdalis, chiuso dalla Kotrlová al 15º posto.

## Palmarès

### Nor-Am Cup
- Miglior piazzamento in classifica generale: 108ª nel 2014

### Campionati cechi
- 3 medaglie:
  - 3 bronzi (slalom speciale nel 2011; slalom speciale nel 2012; slalom speciale nel 2017)